# Graphania aulacias
Graphania aulacias är en fjärilsart som beskrevs av Edward Meyrick 1887. Graphania aulacias ingår i släktet Graphania och familjen nattflyn. Inga underarter finns listade i Catalogue of Life.